# Ga Seolleung
Ga Seolleung (Tiếng Hàn: 선릉역, Hanja: 宣陵驛) là ga tàu điện ngầm và ga trung chuyển cho Tàu điện ngầm Seoul tuyến 2 và Tuyến Suin–Bundang ở Teheran-ro, Gangnam-gu, Seoul. Nhà ga được đặt theo tên của các lăng mộ hoàng gia Seonjeongneung, triều đại Joseon gần đó là Seolleung (선릉, 宣陵) và Jeongneung (정릉, 靖陵).

## Lịch sử
- 9 tháng 12 năm 1982: Tên ga được quyết định là Ga Seolleung [1]
- 23 tháng 12 năm 1982: Khai trương hoạt động kinh doanh với việc khai trương đoạn Liên hợp thể thao ~ Đại học Giáo dục Quốc gia Seoul của Tàu điện ngầm Seoul tuyến 2
- 3 tháng 9 năm 2003: Với việc khai trương đoạn Seolleung ~ Suseo của Tuyến Bundang, nó đã trở thành ga trung chuyển ngay khi hoạt động kinh doanh bắt đầu.
- 1 tháng 12 năm 2009: Loại bỏ nhà ga bán vé đường sắt
- 12 tháng 11 năm 2010: Do Hội nghị thượng đỉnh G20 Seoul năm 2010, chuyến tàu cuối cùng trên vòng ngoài của Tuyến 2 đã được xử lý.
- 26 tháng 3 năm 2012: Do Hội nghị thượng đỉnh An ninh Hạt nhân 2012, vòng ngoài của Tuyến 2 là chuyến tàu cuối cùng được vận hành.
- 18 tháng 9 năm 2012: Với việc khai trương đoạn Wangsimni ~ Seolleung, điểm xuất phát của Wangsimni được đổi thành 6,7 km [2]
- 6 tháng 10 năm 2012: Chuyển đổi thành ga trung gian với việc mở đoạn Seolleung ~ Wangsimni của Tuyến Bundang
- 1 tháng 9 năm 2022 : Đổi từ Ga Seolleung trên Tàu điện ngầm Seoul tuyến 2 đến Ga Seolleung (Acuon Savings Bank).

## Bố trí ga

### Tuyến số 2 (B2F)
| Samseong ↑    |
| \| Vòng ngoài |
| ↓ Yeoksam     |

| Vòng ngoài | ●Tuyến 2 | ← Hướng đi Samseong · Jamsil · Đại học Konkuk · Seongsu |
| Vòng trong | ●Tuyến 2 | → Hướng đi Gangnam · Sadang · Sindorim →                |

### Tuyến Suin-Bundang (B3F)
| ↑ Seonjeongneung |
| \| １            |
| Hanti ↓          |

| １ | ●Tuyến Suin–Bundang | → Hướng đi Guryong · Moran · Suwon · Incheon →        |
| ２ | ●Tuyến Suin–Bundang | ← Hướng đi Seonjeongneung · Wangsimni · Cheongnyangni |

## Xung quanh nhà ga
| - POSCO The Sharp APT - Trường tiểu học Seoul Dogok - Trường tiểu học Seoul Doseong - E-Mart Chi nhánh Yeoksam - Ngân hàng Kookmin Chi nhánh Yeoksam - Trường trung học nữ sinh Jinseon - Trường trung học nữ sinh Jinseon - Trung tâm việc làm Gangnam - Tổng công ty bảo hiểm y tế quốc gia - Đại sứ quán Latvia tại Hàn Quốc - Quỹ bảo lãnh tín dụng công nghệ - Ngân hàng Công nghiệp Hàn Quốc Chi nhánh Seolleung | - Seongbo APT - Dịch vụ hưu trí nhân viên chính phủ - KT Chi nhánh Gangnam - Dịch vụ phúc lợi và bồi thường cho người lao động Hàn Quốc - KRA Plaza Chi nhánh Seolleung - Hội quán Chungeum - Lăng mộ Hoàng gia Seolleung và Jeongneung (Di sản Thế giới của UNESCO) |

## Tai nạn – Sự cố
Vào khoảng 2 giờ sáng ngày 13 tháng 12 năm 2018, xảy ra vụ việc một phụ nữ khoảng 20 tuổi dùng hung khí đâm chết một phụ nữ khác khoảng 20 tuổi. Hai người quen nhau thông qua một trò chơi trực tuyến và gặp nhau trực tiếp lần đầu tiên vào thời điểm xảy ra vụ việc. Người ta nói rằng cuộc ẩu đả bắt đầu sau khi nạn nhân, người đang trao đổi tin nhắn với kẻ tấn công, người đóng giả nam giới, trở nên khác thường, tức giận khi biết người kia là phụ nữ. Cảnh sát đã bắt giữ thủ phạm với tội danh cố ý giết người.

## Hình ảnh

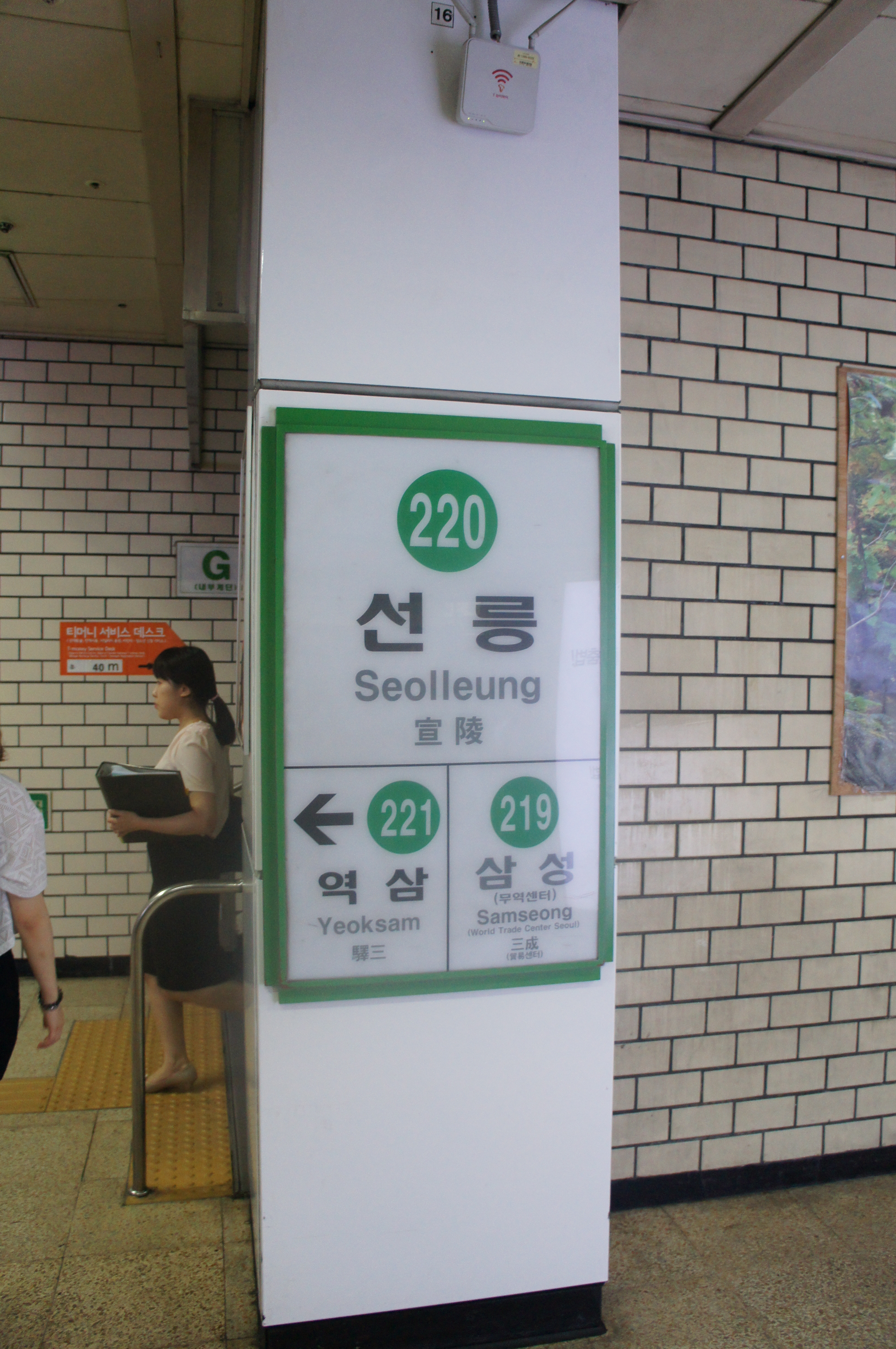
Biển tên ga dọc ga Seolleung tuyến 2
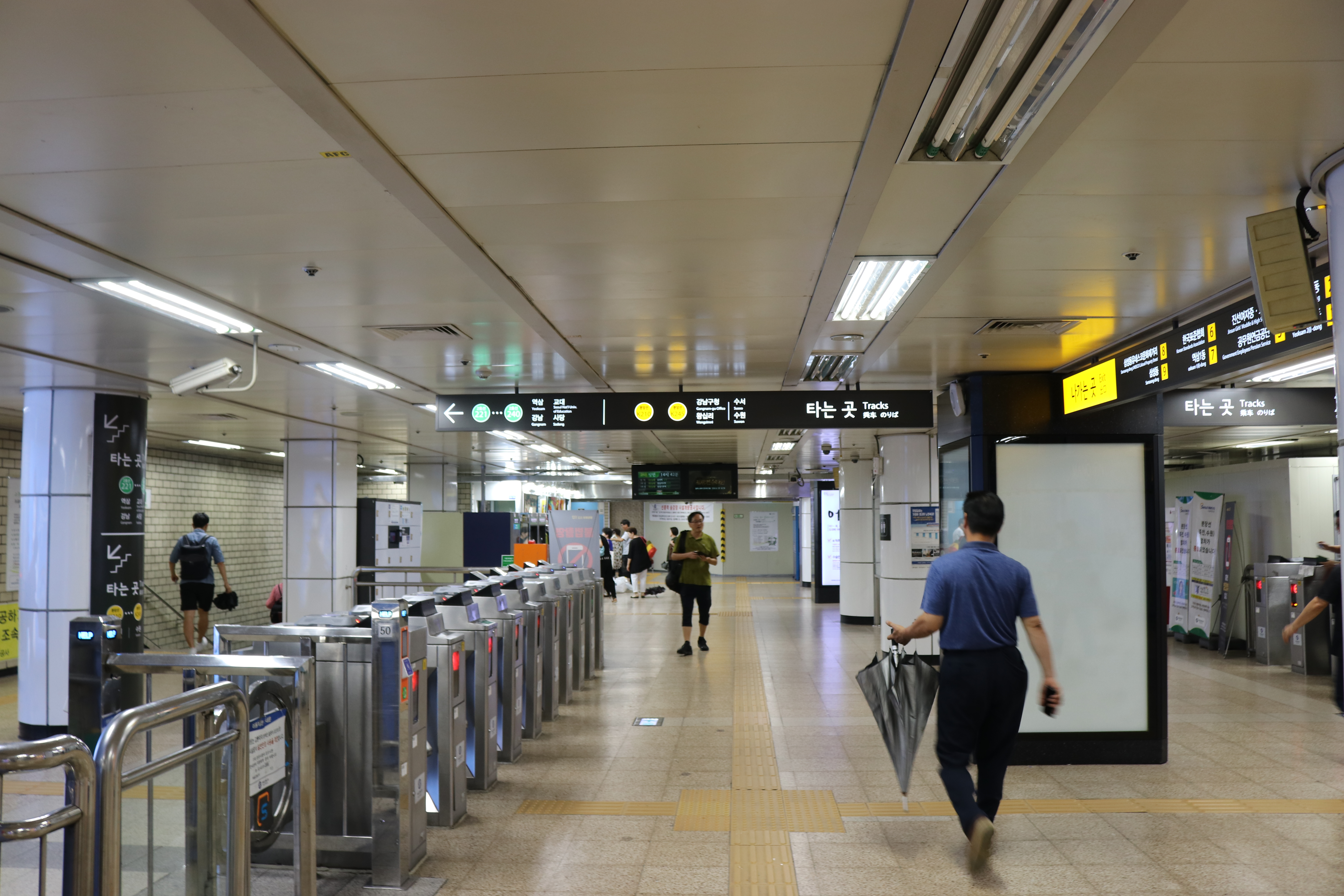
Phòng chờ tuyến 2
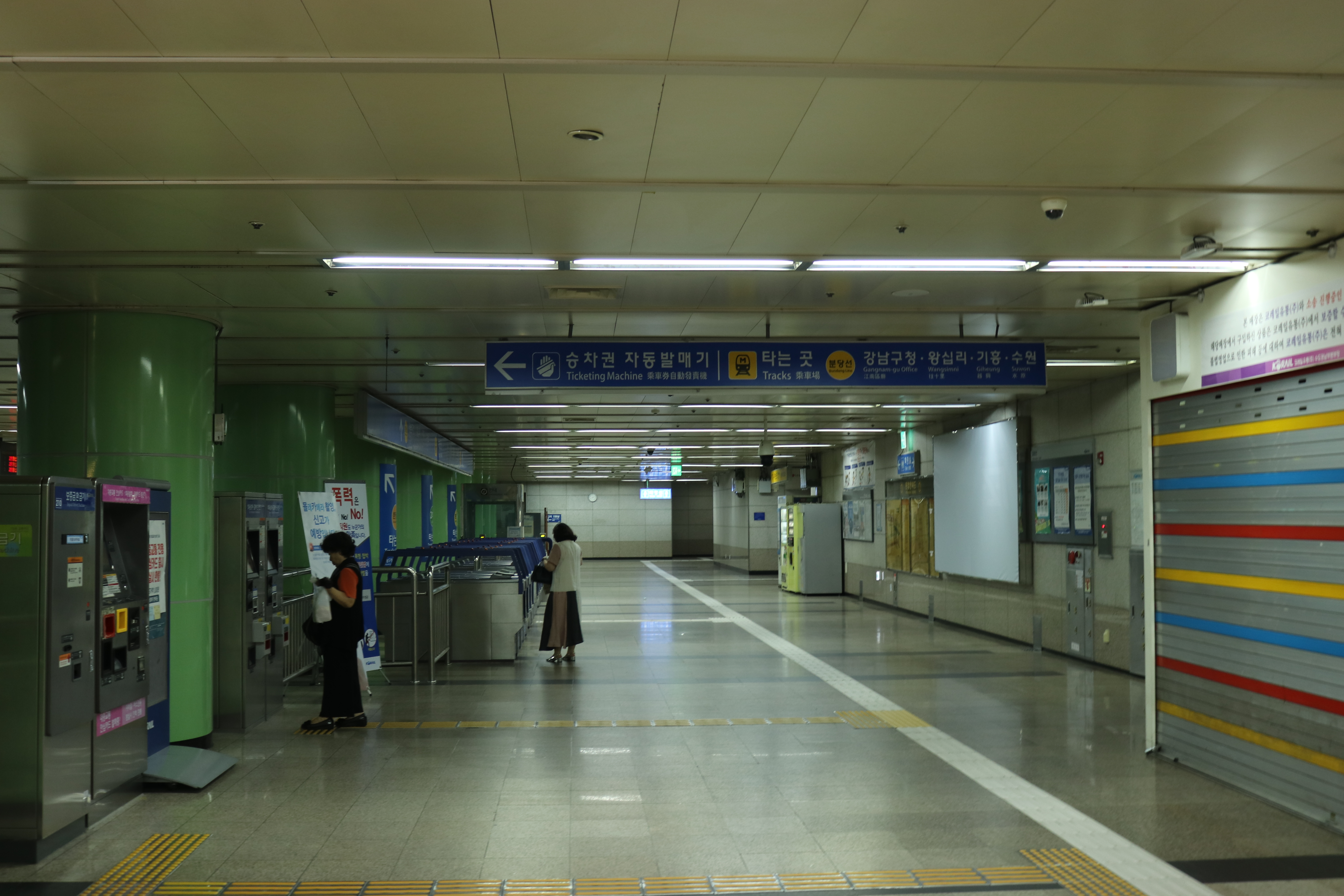
Phòng chờ Tuyến Suin–Bundang
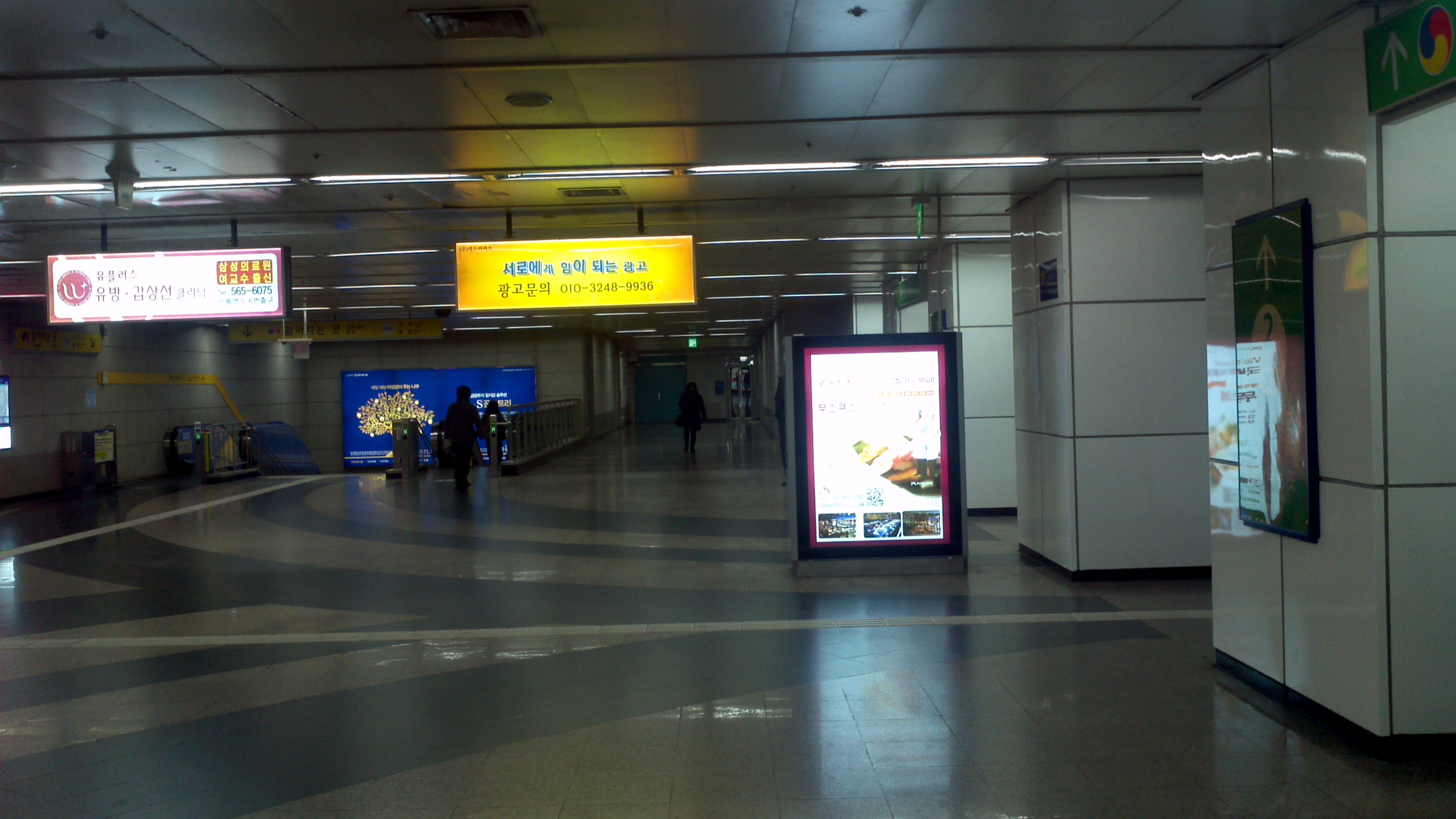
Lối đi trung chuyển ga Seolleung
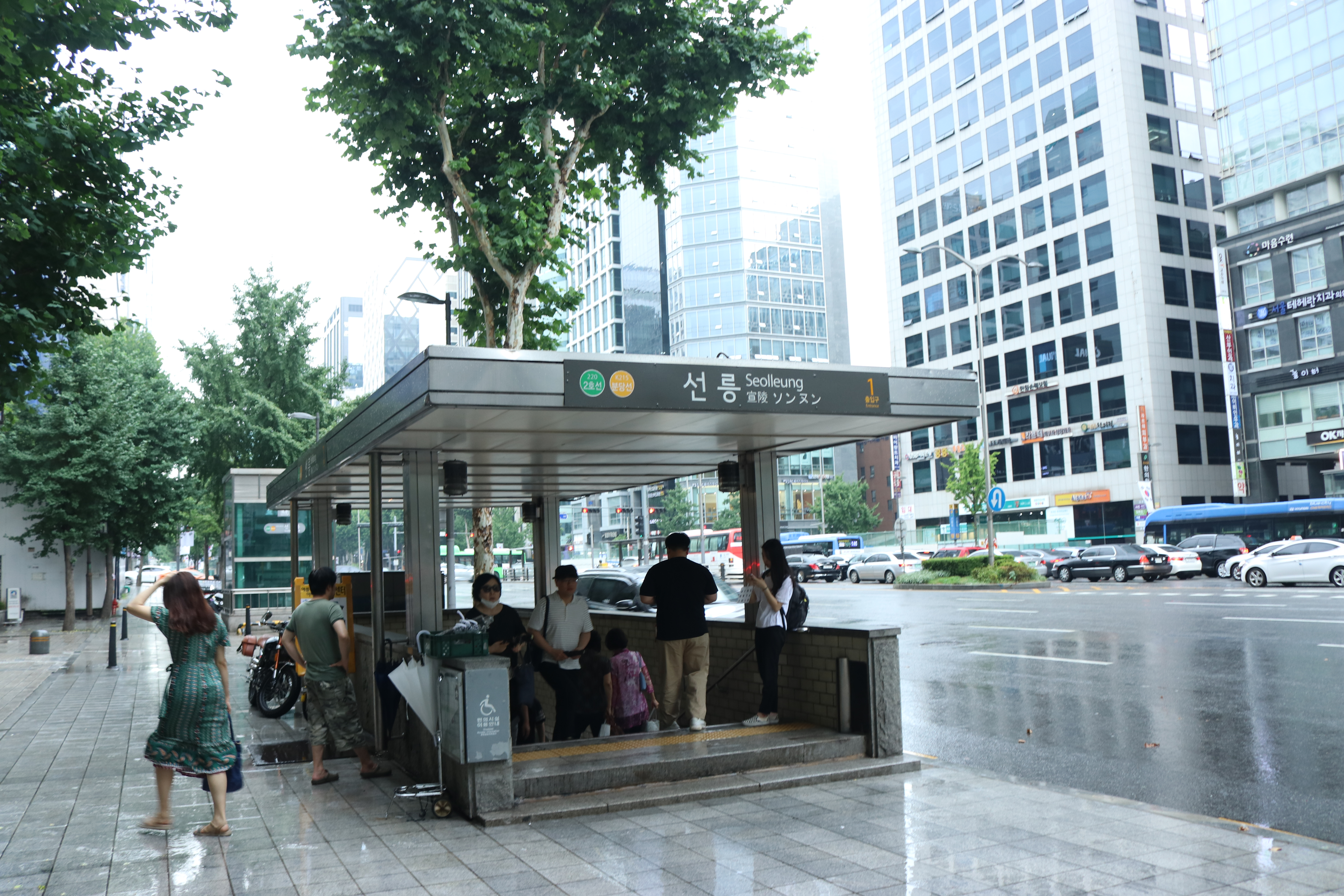
Ga Seolleung Lối ra 1
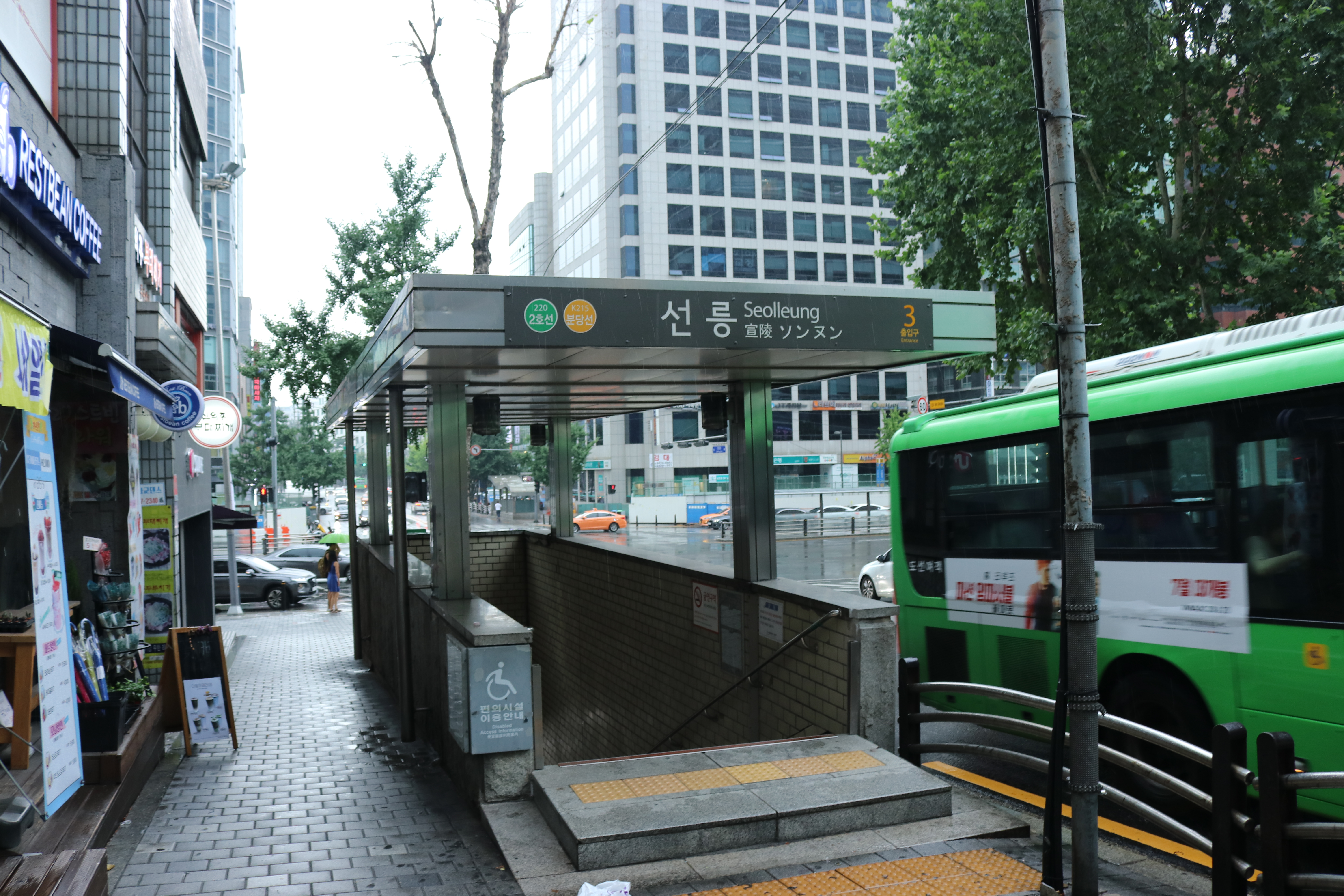
Ga Seolleung Lối ra 3